# Yasmine Kassari
Yasmine Kassari (sinh ngày 3 tháng 10 năm 1970) là một đạo diễn phim người Maroc, được biết đến với điện ảnh diasporic nhiều tầng.
Kassari chuyển đến Paris khi còn là một thiếu niên, nơi cô tốt nghiệp trung học và đăng ký vào một trường y. Sau khi học ngành y được hai năm, cô đột ngột quyết định trở thành một nhà làm phim và đăng ký tại INSAS (Viện nghiên cứu quốc gia Supérieur des Arts du Spectacle) ở Brussels. Khi còn là sinh viên, cô cũng làm việc cho công ty sản xuất Les movies de la drève, nơi cô được Jean-Jacques Andrien cố vấn. Trong những năm 1990, cô đạo diễn ba bộ phim ngắn và năm 2000, cô đạo diễn bộ phim tài liệu Quand les hommes pleurent (Khi đàn ông khóc) về cuộc di cư của người Ma rốc đến Tây Ban Nha. Bộ phim cuối năm 2004 của cô ấy là endni (Con ngủ) đã nhận được giải thưởng Hổ phách vĩ đại cho Phim hay nhất và Giải thưởng của Ban giám khảo cho Phim hay nhất tại Liên hoan phim Bos'Art.

## Đóng phim
- 1994: Le feutre noir (phim ngắn)
- 1995: Chiens erires (phim ngắn)
- 2000: Quand les hommes pleurent (phim tài liệu)
- 2001: Linda et Nadia (phim ngắn)
- 2004: Hormff endormi (Đứa trẻ đang ngủ)